# Buøy
Buøy ist eine Insel im Byfjord in der norwegischen Provinz Rogaland. Sie gehört zum Stadtteil Hundvåg der Stadt Stavanger.

## Geographie
Die Insel umfasst eine Fläche von 0,6 km². Sie wird von 1261 Menschen (Stand 2017) bewohnt und ist dicht bebaut. Die Insel erstreckt sich von Westen nach Osten über eine Länge von 1,5 Kilometern bei einer Breite von bis zu einem Kilometer.
Die Insel liegt etwa einen Kilometer nördlich vom Stadtzentrum Stavangers, mit dem sie über Brücken verbunden ist. In unmittelbarer Umgebung liegen diverse weitere Inseln. Nördlich, nur durch die schmalen Wasserarme Bangavågen und Galeivågen getrennt, liegt die größere Insel Hundvåg, zu der eine Verbindung über einen künstlich geschaffenen Isthmus besteht.
Östlich liegen die Inseln Steinsøyholmen, Steinsøy und Ytre Vågask, südlich, nur durch den knapp 100 Meter breiten Pyntesundet getrennt, die Insel Engøy, zu der eine Brückenverbindung besteht. Südlich und südwestlich liegen die kleinen Schäreninseln Majoren mit Majorskjeret und Majorgrunnen und Tjuvholmen sowie die Insel Knudaskjeret.
Unter Buøy verläuft der zum Ryfast-Tunnelsystem gehörende Hundvåg-Tunnel, der Hundvåg mit dem Stadtzentrum von Stavanger verbindet.

## Bebauung

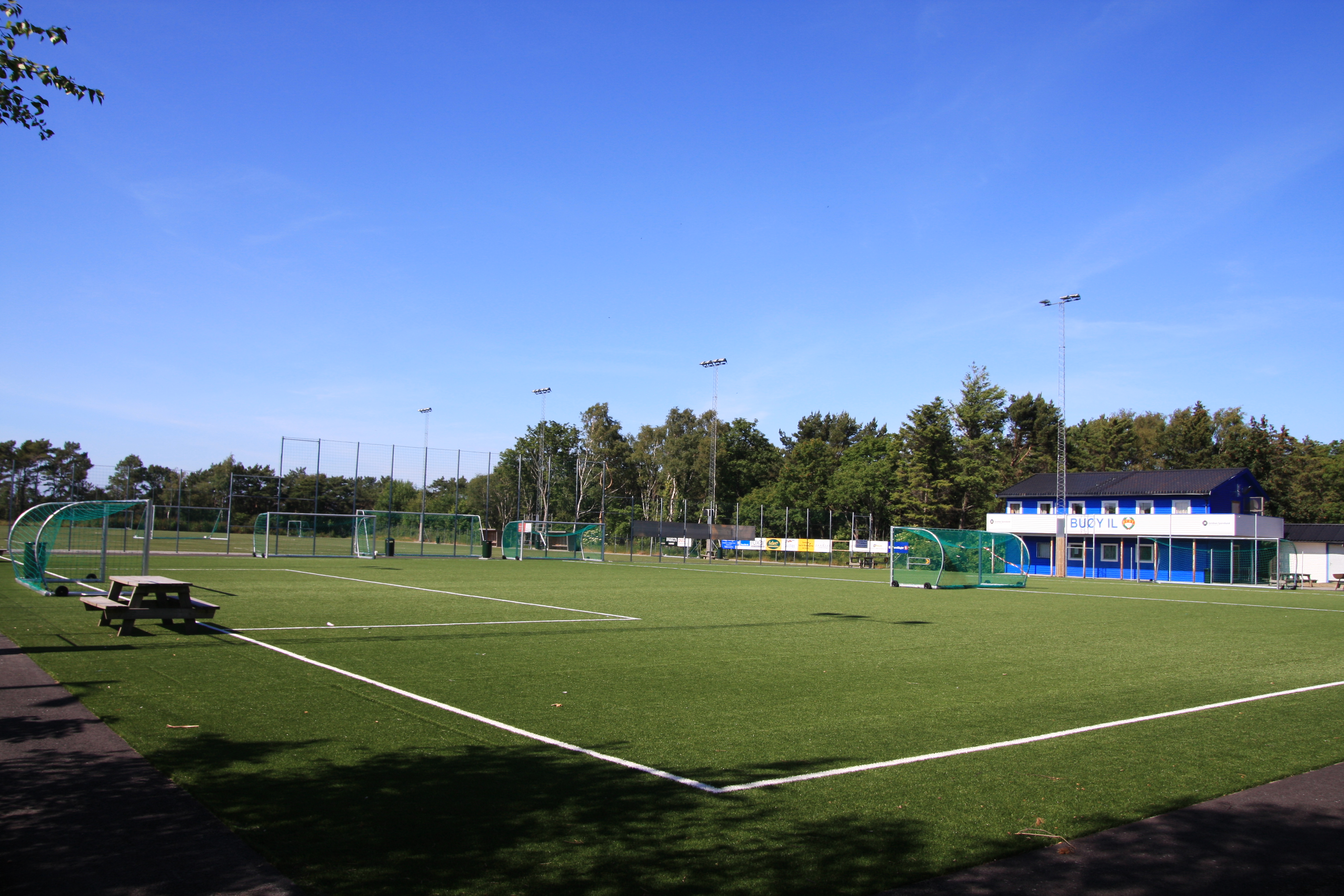
Sportplatz Hompen, 2009

Der westliche Teil der Insel wird von einem Industriegebiet, insbesondere der Rosenberg Worleyparsons AS eingenommen. Das 1896 als Rosenberg Mek. Verksted gegründete Unternehmen ist insbesondere im Bereich der Ausrüstung der Hochseeölindustrie tätig. Auf der Osthälfte Buøys besteht Wohnbebauung. Im Inselzentrum befindet sich der Sportplatz Hompen und auch bewaldete Grünflächen.
Der Name der Insel leitet sich von bebodd øy ab, was etwa bewohnte Insel bedeutet. Auf der Insel befindet sich die im Jahr 1861 gegründete Schule Buøy skole. 1965 wurde die Bäckerei Buøy Bakeri & Konditori gegründet.
Im östlichen Teil Buøys, am Galeivågen, wurden archäologische Reste einer steinzeitlichen Siedlung gefunden. Auf dem Schulhof der Buøy skole befindet sich ein aus der Bronzezeit, etwa 1000 Jahre vor Beginn unserer Zeitrechnung, stammender, mit Mustern versehener Runenstein. Der Stein war 1922 auf einer Anhöhe, etwa 200 Meter nordöstlich der Schule, gefunden worden und wurde von dort 1959 entfernt.

## Persönlichkeiten
Die norwegische Politikerin und Bürgermeisterin Stavangers, Kari Thu (* 1939), wurde auf Buøy geboren.